# Heinz Cassebaum
Heinz Cassebaum (* 29. Oktober 1925 in Magdeburg; † 14. April 2000 ebenda) war ein deutscher Chemiker.

## Leben
Cassebaum wurde als Sohn eines Tischlers geboren. Er absolvierte eine Lehrausbildung zum Chemielaboranten, die er 1943 abschloss. Danach war er während des Zweiten Weltkriegs als deutscher Soldat an der Ostfront. 1944 wurde er schwer verwundet. 1945 geriet er in sowjetische Kriegsgefangenschaft, aus der er 1947 freikam. Er legte dann bis 1948 sein Abitur im Vorsemester an der Universität Halle ab. Ein Chemiestudium schloss sich an. Von 1953 bis 1957 arbeitete er als Assistent am chemischen Institut der Universität bei Wolfgang Langenbeck und wurde promoviert.
Noch 1957 trat er eine Stelle als Laborleiter beim Chemieunternehmen VEB Fahlberg-List im Magdeburger Stadtteil Salbke an. In dieser Funktion leistete er beachtete Forschungsarbeiten und war Erfinder oder Miterfinder von über 60 Patenten. Seine Arbeiten befassten sich mit Diarylen, Fermentmodellen, Isatinen, Naphthochinonen, Redoxpotentialen sowie Röntgenkontrastmitteln und den Präparaten Adipiodon, Antirheumatika, Bronchosekretolytika, Clofezin, Cyclamat, Falignost, Falimint, Ibuprofen, Ioglyc-Trijobilamid, Indomethazin, Piroxicam, Trijobil und Visotrast. Er veröffentlichte, auch international, Fachartikel zu seiner Arbeit. 1974 wurde er als Verdienter Erfinder ausgezeichnet. 1991 ging er in den Ruhestand. In den 1990er Jahren lebte er unter der Adresse Am Seeufer 9 im Magdeburger Stadtteil Neustädter See.
Sein Interesse galt jedoch auch geschichtlichen und biographischen Themen. So gehörte er zu den Autoren des „Lexikons bedeutender Chemiker“ und verfasste Biographien zu den Chemikern Joseph Loschmidt, Caspar Neumann, Johann Heinrich Pott, Friedrich Rochleder, Carl Wilhelm Scheele und Daniel Sennert. Er befasste sich auch mit der Geschichte des Farbstoffes Indigo, des Süßstoffes Saccharin, der Aromaten-Chemie, der Strukturchemie und des Periodensystems der Elemente sowie der Geschichte der Chemieindustrie in der Region Magdeburg.

## Veröffentlichungen
- Die Konstitution des β-Dinaphthyldichinhydrons und seine Bedeutung beim katalytischen Abbau von _1hnα-Aminosäuren mit Hilfe von β-Naphthochinon, Halle (Saale), 1956.
- Reinhard Barke: Röntgenkontrastmittel: Chemie – Physiologie – Klinik unter Mitarbeit von Heinz Cassebaum. Thieme, Leipzig 1970.
- Der Einfluß der Arbeiten Carl Schorlemmers aus den Jahren 1862 bis 1864 auf die damalige Entwicklung der Aromatenchemie. In: Wissenschaftliche Zeitschrift. Technische Hochschule Merseburg. Leuna-Merseburg. Band 19 (1977), 2, S. 280–289 ISSN 0323-5270.
- Die Stellung der Braunstein-Untersuchungen von J. H. Pott (1692-1777) in der Geschichte des Mangans. In: Sudhoffs Archiv. Band 63, (1979), Heft 2, S. 136–153.
- Carl Wilhelm Scheele. B. G. Teubner, Leipzig 1982 (Biographien hervorragender Naturwissenschaftler, Techniker und Mediziner Band 58).
- Von der kapitalistischen Saccarinfabrik zum sozialistischen VEB Fahlberg-List Magdeburg. 1886-1986. Magdeburg 1986.
- Lexikon bedeutender Chemiker von Winfried R. Pötsch (Federführung); Annelore Fischer; Wolfgang Müller. Unter Mitarbeit von Heinz Cassebaum. Bibliographisches Institut, Leipzig 1988 ISBN 3-323-00185-0.